# Gare de Pittem
La gare de Pittem est une ancienne gare ferroviaire belge de la ligne 73, de Deinze à La Panne située sur le territoire de la commune de Pittem dans la province de Flandre-Occidentale en Région flamande.

## Situation ferroviaire
Établie à 23 m d'altitude, la gare de Pittem était située au point kilométrique (PK) 20.1 de la  ligne 73, de Deinze à La Panne (frontière française) entre la gare ouverte de Gare de Tielt et celle, fermée, de Ardooie.

## Histoire
La station de Pitthem est mise en service le 25 mars 1880 lorsque l'Administration des chemins de fer de l'État belge livre à l'exploitation la section de Tielt à Lichtervelde, complétant ainsi la liaison entre Gand et La Panne.
La SNCB supprime les gares de Pittem et Ardooie lors de l'entrée en vigueur du plan IC-IR le 3 juin 1984. La gare, la halle à marchandises et le poste de block sont démolies par après.

## Patrimoine ferroviaire
Le bâtiment des recettes, appartenant au plan type 1881 des Chemins de fer de l'État belge, était en tout point identique à celui de la gare d'Ardooie-Koolskamp, lequel existe toujours et a été restauré en 2018. Il remplace vraisemblablement un bâtiment temporaire érigé en 1880.